# Zaćmienie Słońca z 29 marca 2006

Całkowite zaćmienie Słońca z dnia 29 marca 2006 roku

Całkowite zaćmienie słońca w dniu 29 marca 2006 roku – zaćmienie Słońca, które było widoczne jako całkowite (magnitudo 1,052) w wąskim pasie ciągnącym się od północno-wschodniej Brazylii przez środkowy Atlantyk, afrykańskie państwa Ghanę, Togo, Benin, Nigerię, Niger, Czad, Libię, Egipt (w północno-zachodniej części przy granicy z Libią), zachodnią część Morza Śródziemnego, grecką wysepkę Kastelorizo, Turcję, Morze Czarne, Gruzję, środkową część Rosji i północny Kazachstan, aż po zachodnią Mongolię. Zaćmienie było również widoczne jako częściowe na znacznie większym obszarze, w tym na dwóch trzecich terytorium Afryki, w całej Europie i w Azji Środkowej.
W pasie całkowitego zaćmienia znalazło się wiele gęsto zamieszkanych obszarów, w tym m.in. miasta Natal w Brazylii, Akra w Ghanie, Antalya i Konya w Turcji i Suchumi w Gruzji. Maksymalny czas trwania zaćmienia wyniósł 4 minuty i 7 sekund (współrzędne: 23°09'N, 16°46'E na terytorium Libii). 
W Polsce zaćmienie było widoczne jako częściowe, jednak na przeważającym obszarze kraju obserwację uniemożliwiło duże zachmurzenie.